# Anton Erdel
Anton Erdel (* 21. November 1875 in Wiesenthal (Thüringen); † 16. Juni 1928 in Mannheim) war ein deutscher Rechtswissenschaftler mit Schwerpunkt Arbeitsrecht an der Handelshochschule Mannheim und einer ihrer Gründungsdozenten.

## Leben
Anton Erdel studierte Rechtswissenschaften. 1897 wurde er an der Universität Heidelberg zum Dr. iur. promoviert. Im Frühjahr 1900 legte er die zweite juristische Staatsprüfung ab.
1901 war zunächst juristische Hilfskraft bei der Stadtverwaltung in Lahr (Baden). 1903 wechselte er zur Stadtverwaltung Mannheim und wurde dort Stadtrechtsrat.
Erdel leitete in Mannheim bereits seit dem WS 1906/07 Handelshochschulkurse für Bürgerliches Recht, war 1909 einer der Gründungsdozenten der Handelshochschule Mannheim  und schließlich bis zu seinem Tod 1928 Ordentlicher Professor für Bürgerliches Recht und Handelsrecht. Er war einer der Pioniere auf dem Gebiet des Arbeitsrechts.
Er war seit 1922 Ehrenmitglied des Corps Rheno-Nicaria Mannheim.

## Schriften
- Zwangsvollstreckung und Konkurs, 1914
- Das Kaufmannsgericht, 1914
- Das Bürgerliche Recht nach dem Deutschen Bürgerlichen Gesetzbuch und seinen Nebengesetzen, 1918
- Das Handelsrecht nach dem Deutschen Handelsgesetzbuch unter Ausschluß des Seerechts, 1918
- Das Gewerbegericht, 1919
- Betriebsvertretungen, 1923
- Das Arbeitsrecht, 1. Teil: Kollektives Arbeitsrecht, 1923
- Das Arbeitsrecht, 2. Teil: Individuelles Arbeitsrecht, 1924
- Grundriss des bürgerlichen Gesetzbuchs in Versen und Reimen, 1925
- Die Krise des Tarifgedankens und des Schlichtungswesens, 1926
- Merkblatt über Kündigung und Entlassung des Werkmeisters, 1926
- Zur Frage der Rechtsnachfolge in Tarifverträgen, 1926